# Розен, Иван Карлович
Барон Ива́н Ка́рлович Ро́зен (1752—1817) — русский генерал, участник нескольких русско-турецких войн и покорения Кавказа.
Происходил из дворян Лифляндской губернии, родился в 1752 году. Службу начал 20 октября 1767 г. актуариусом в Иностранной коллегии, а из неё поступил в январе 1769 г., в Тенгинский мушкетерский полк прапорщиком.
Боевая деятельность барона Розена началась во время 1-й турецкой войны 1769 года, во время которой он был при осаде Хотина, в 1770 г. был в движениях при Ларге и Кагуле, в 1771 г. — при штурме Журжи (где был ранен пулей в ногу) и в сражении под Бухарестом; в 1772 г. он был в Крайовском банате; в 1773 г. — при Турне и Рущуке; в 1774 г. — при переправе через Дунай и вторично под Рущуком. За отличия в сражениях с турками был последовательно произведён в подпоручики — 9 января 1770 г., в поручики — 24 ноября в того же 1770 г., в капитаны — 24 ноября 1771 г.
В 1777, 1778 и 1779 гг. находился в Польше, в должности обер-квартирмейстера, в нескольких сражениях, а потом, произведённый 11 мая 1780 г. в секунд-майоры, с 1781 по 1786 г., был употребляем князем Потёмкиным-Таврическим для составления разных военных карт; 28 июня 1783 получил чин премьер-майора. Произведённый 1 января 1786 г. в подполковники, в 1787 г. барон Розен занял должность обер-квартирмейстера при генерале Кречетникове и принял участие во второй турецкой войне и был при бомбардировании крепости Кинбурна и при разбитии и истреблении под ней турецких войск, а в 1788 г.— при осаде Очакова и на его штурме.
1789 и 1791 годы Розен провёл под начальством генерал-аншефа Кречетникова в должности обер-квартирмейстера, а в Польскую кампанию 1792 г., командуя передовым отрядом генерал-поручика князя Долгорукова, разбил, 14 мая, под местечком Опсаю, с небольшим отрядом казаков, превосходное число польского войска, взял в плен 69 человек (на месте сражения найдено было ещё 60 человек убитыми), а 14 июня, близ мызы Превож, командуя малым числом войска, состоявшего из казаков, прогнал сильный польский отряд. В 1793 г. он был при занятии Каменец-Подольской крепости, где поручено ему было сочинение и снятие карты новоприсоединённого к Российской империи от Речи Посполитой края.
По Высочайшему указу от 9 ноября 1794 г. Розен получил чин полковника и назначен был командиром в Малороссийский гренадерский полк; произведённый в генерал-майоры 8 октября 1797 г., он по именному повелению Павла І был назначен шефом в Новоингерманландский мушкетерский полк и 19 сентября 1799 г. произведён в генерал-лейтенанты.
В 1799 г. он командовал авангардным корпусом армии генерал-аншефа графа Гудовича, в 1805 г. командовал 6-й колонной войск до города Брюна, откуда отправился для принятия другой команды к генералу от кавалерии Мейендорфу.
В 1806 г. Розен отправился в Грузию для командования войсками, там расположенными в ходе русско-турецкой войны 1806—1812 гг. В 1807 г. назначен был командиром 20-й пехотной дивизии и в том же году, с 9 мая, состоя под начальством генерал-фельдмаршала графа Гудовича, был на штурме турецкой крепости Ахалкалаки, а 18 июня командовал 1-й колонной и первый открыл и повёл атаку на многочисленный турецкий корпус, бывший под предводительством сераскира Юсуф-Паши Эрзерумского, который три раза атаковал русские войска, но был опрокинут и совершенно разбит, потеряв почти всю свою артиллерию и два лагеря; в этом деле барон Розен сам лично взял 9 пушек и был сильно контужен в ногу пушечным ядром. В следующем, 1808 г. он был в походе в Персию с 26 сентября по 11 декабря, причем находился в неоднократных сражениях у крепости Эривани, где командовал блокадными войсками при её осаде и 1-й колонной на штурме той же крепости.
В 1810 г. барон Розен был командирован с особенным отрядом войск в Имеретию для подавления возникшего там восстания и был во многих сражениях в июне месяце, причём разбил и рассеял многочисленных мятежников, соединённых с турецкими и лезгинскими войсками, и, освободив город Кутаиси с русским гарнизоном, «восстановил совершенное спокойствие и привел к присяге на верное подданство Императорскому Величеству весь тамошней край». В том же году, с 4 ноября, Розен был в экспедиции против Ахалцыхского турецкого пашалыка и при блокировании самого города Ахалциха.
21 июля 1813 г. барон Розен назначен был в Польскую армию и корпусным командиром войск, блокировавших крепость Глогау на Одере и Силезию; распоряжениями барона Розена неприятель, состоявший из французских войск и союзников их, в короткое время вытеснен был из ретраншементов и других укреплений, заключен был в самую крепость и вынужден был сдаться на капитуляцию, которая была подписана 29 марта 1814 г.
По окончании похода Розен вернулся на Кавказ и снова был назначен командиром 20-й пехотной дивизии. Назначенный 16 августа 1816 г. состоять по армии, он был 19 октября 1816 г. уволен в отпуск для излечения сроком на один год.
Умер 2 июля 1817 г. в Киеве (исключён из списков в приказе от 25 июля).
Барон Розен был женат на Анне Вилимовне Бринкен, но детей у них не было.
Из орденов он имел: св. Георгия 4-й степени за 25 лет (26 ноября 1794 г., № 1095 по списку Степанова—Григоровича), св. Владимира 2-й и 4-й степеней, св. Анны 1-й степени с алмазами, св. Иоанна Иерусалимского и прусского Красного Орла 1-й степени.